# Keep Rock
Der Keep Rock (von englisch keep ‚Bergfried, Wehrturm‘) ist ein kleiner Klippenfelsen im Archipel der Südlichen Shetlandinseln. In der Boyd Strait ragt er 1,3 km westsüdwestlich des Castle Rock vor der Westküste von Snow Island aus dem Meer auf.
Eine hydrographische Einheit der Royal Navy nahm zwischen 1951 und 1952 Vermessungen vor. Das UK Antarctic Place-Names Committee benannte ihn 1954 in Anlehnung an die Benennung des benachbarten Castle Rock (aus dem Englischen frei übersetzt Burgfelsen).